# Carolin Hingst
Carolin Tamara Hingst (* 18. September 1980 in Donauwörth, Bayern) ist eine ehemalige deutsche Stabhochspringerin.

## Berufsweg
Hingst erwarb an der Realschule St. Ursula Donauwörth 1997 die Mittlere Reife und schloss 2000 eine Ausbildung zur Verfahrensmechanikerin für Kunststoff- und Kautschuktechnik mit Schwerpunkt Bauteile ab. Seit 2001 ist sie Profisportlerin, bis 2017 als Sportsoldatin. Seit März 2013 betätigt sich Hingst als ausgebildete Personal- und Fitnesstrainerin und berät u. a. auch in Ernährungsfragen, hält Vorträge, Workshops sowie Seminare ab. Von 2008 bis 2014 erwarb sie Lizenzen bis hin zur A-Lizenz als Fitness-, Personal- und Leistungssporttrainerin.
Als Tennisspielerin war Hingst von 1996 bis 1998 Jugendtrainerin beim TSV Harburg. Während ihrer Zeit beim USC Mainz trainierte sie von 2002 bis 2006 den Stabhochsprungnachwuchs und war die erste Trainerin von Katharina Bauer. Von Juli 2013 bis Juni 2015 betätigte sich Hingst als Lauf- und Koordinationstrainerin im Nachwuchsleistungszentrum des 1. FSV Mainz 05.

## Sportliche Karriere
Carolin Hingst kommt aus einer sehr sportbegeisterten Familie. Als Kind und Jugendliche war sie eine Allroundsportlerin und betrieb u. a. Tennis, Kunstturnen, Skilanglauf, Triathlon und viele andere Sportarten; etwa beim TSV Harburg und bei der KTV Ries. Mit dem 18. Lebensjahr kam Hingst zum Stabhochsprung.
2001 hatte Hingst ihre ersten großen Erfolge. In Prag stellte sie mit 4,47 m einen neuen deutschen Rekord im Freien auf. Bei den Deutschen Meisterschaften in Stuttgart verbesserte sie diesen auf 4,50 m und wurde damit Deutsche Vizemeisterin, da Annika Becker im Wettkampfverlauf den Rekord noch auf 4,55 m steigerte. Ihr internationales Debüt hatte Hingst bei den U23-Europameisterschaften in Amsterdam, wo sie Bronze holte. Drei Wochen später kam sie bei den Weltmeisterschaften in Edmonton auf den zehnten Platz.
2002 holte sie Bronze bei den Deutschen Meisterschaften mit übersprungenen 4,50 m, womit Hingst auch die Norm für die Europameisterschaften in München erfüllte. Dort verpasste sie mit einem 13. Platz das Finale.
2003 wurde Hingst Deutsche Hallenvizemeisterin. Bei den Deutschen Meisterschaften kam sie mit 4,20 m nur auf den fünften Platz, konnte aber Mitte Juli in Salamanca mit 4,51 m die Norm für die Weltmeisterschaften in Paris erfüllen, wo sie den 15. Platz erreichte.
2004 wurde Hingst wieder Deutsche Hallenvizemeisterin und erstmals Deutsche Meisterin. Die Finals verpasste sie mit einem 9. Platz bei den Hallenweltmeisterschaften in Budapest als auch mit einem 22. Platz bei den Olympischen Spielen in Athen.
2005 wurde Hingst Deutsche Hallenmeisterin und Vierte bei den Halleneuropameisterschaften in Madrid. Beim Europacup in Florenz belegte sie mit der Mannschaft den 3. Platz, wozu sie durch einen 2. Platz im Einzel beitrug. Bei den Deutschen Meisterschaften holte Hingst Bronze. Als einzige der deutschen Stabhochspringerinnen nahm sie an den Weltmeisterschaften in Helsinki teil. Nach der Qualifikation für das Finale (4,45 m im dritten Versuch) scheiterte sie dort an der 4,50-m-Marke und erreichte den zehnten Platz. Am Jahresende führte Hingst die deutsche Jahresbestenliste sowohl in der Halle als auch im Freien an.
2006 erreichte sie bei den Deutschen Meisterschaften den 5. Platz.
2007 stellte Hingst am 14. Januar bei den Pfälzischen Hallen-Meisterschaften in Ludwigshafen mit 4,70 m einen neuen deutschen Hallenrekord auf und belegte bei den Halleneuropameisterschaften in Birmingham den 10. Platz. In der Freiluftsaison holte sie bei den Deutschen Meisterschaften Bronze und nahm in Osaka erneut an Weltmeisterschaften teil, wo sie in der Qualifikation ausschied.
2008 konnte Hingst bei den Deutschen Meisterschaften in Nürnberg mit 4,55 m wieder den Titel gewinnen und qualifizierte sich damit für die Teilnahme an den Olympischen Spielen in Peking. Dort wurde sie als beste Deutsche mit 4,65 m Sechste. Den gleichen Rang belegte sie zum Ende der Freiluftsaison beim Weltfinale in Stuttgart.
2010 gewann Hingst die Deutschen Hallenmeisterschaften in Karlsruhe und erreichte Platz 17 bei den Hallenweltmeisterschaften. Bei den Deutschen Meisterschaften konnte sie wieder den Bronzerang belegen und kam auf den 11. Platz bei den Europameisterschaften in Barcelona. Am 9. Juli hatte Hingst beim Meeting Weltklasse in Biberach mit 4,72 m eine neue persönliche Bestleistung aufgestellt, womit sie nicht nur zu diesem Zeitpunkt Europas Jahresbeste war, sondern am Jahresende die deutsche Bestenliste anführte.
2013 erreichte Hingst den 4. Platz bei den Deutschen Meisterschaften und nahm in Moskau zum fünften Mal an Weltmeisterschaften teil, wo sie den 16. Rang belegte.
2014 wurde sie erneut Deutsche Vizemeisterin und kam bei den Europameisterschaften in Zürich auf Platz 10.
2016 musste sich Hingst Mitte des Jahres einer Knieoperation unterziehen und zahlreiche Monate der Genesung widmen.
2018 holte Hingst wieder einen 4. Platz bei den Deutschen Meisterschaften und kam im Alter von fast 38 Jahren bei ihrer vierten EM-Teilnahme im Freien bei den Europameisterschaften in Berlin auf den neunten Platz. Im September konnte sie ihr 20-jähriges Stabhochsprungjubiläum feiern. Vor Beginn der Hallensaison 2023/24 gab sie im Oktober 2023 ihr Karriereende bekannt.
Carolin Hingst hat bei einer Größe von 1,70 m ein Wettkampfgewicht von 60 kg.

## Vereinsmitgliedschaften
Bis Herbst 2001 startete Hingst für die LG Donau-Ries. Von November 2001 bis Dezember 2017 gehörte sie als Sportsoldatin der Sportfördergruppe der Bundeswehr in Mainz an. Im Jahr 2013 wechselte sie nach gescheiterten Finanzverhandlungen vom USC Mainz zur TG Nieder-Ingelheim. Sie wurde von 2000 bis 2006 von Herbert Czingon am damaligen Bundesstützpunkt in Mainz trainiert und wechselte im Juli 2006 zu Andrei Tivontchik nach Zweibrücken. 1998 war ihr erster Trainer Lutz Peters. Seit März 2008 ist Hingst ihre eigene Trainerin.

## Soziales Engagement
Neben ihrem professionellen Training engagiert sich Hingst für hilfsbedürftige und krebskranke Kinder durch die Tour der Hoffnung und als Botschafterin für die VOR-Tour der Hoffnung. Des Weiteren setzt sie sich für die gemeinnützige Organisation Menschen für Kinder ein.

## Fernsehauftritte
2018 nahm Hingst an der ersten Staffel Team Ninja Warrior Germany als auch bei der 3. Staffel von Ninja Warrior Germany sowie der ersten Ausgabe von Showdown – Die Wüsten-Challenge bei RTL teil. Im Oktober 2018 absolvierte sie den Parcours von Showdown – Die Wüsten-Challenge als schnellste Frau.

## Bestleistungen
Jahresbestleistungen
| Jahr | Halle  | Freiluft |
| ---- | ------ | -------- |
| 1999 | —      | 3,60 m   |
| 2000 | 3,75 m | 4,01 m   |
| 2001 | 4,10 m | 4,50 m   |
| 2002 | 4,15 m | 4,50 m   |
| 2003 | 4,40 m | 4,51 m   |
| 2004 | 4,40 m | 4,66 m   |
| 2005 | 4,65 m | 4,50 m   |
| 2006 | —      | 4,52 m   |
| 2007 | 4,70 m | 4,65 m   |
| 2008 | 4,65 m | 4,65 m   |
| 2009 | 4,60 m | 4,53 m   |
| 2010 | 4,60 m | 4,72 m   |
| 2011 | 4,50 m | 4,65 m   |
| 2012 | —      | 4,52 m   |
| 2013 | —      | 4,71 m   |
| 2014 | —      | 4,50 m   |
| 2015 | —      | 4,234 m  |
| 2016 | —      | 4,40 m   |
| 2017 | —      | 4,10 m   |
| 2018 | —      | 4,45 m   |
| 2019 |        |          |

Persönliche Bestleistungen
- Halle: 4,70 m, Ludwigshafen am Rhein, 14. Januar 2007
- Freiluft: 4,72 m, Biberach an der Riß, 9. Juli 2010

## Erfolge
National
- 2001: Deutsche Vizemeisterin
- 2002: 3. Platz Deutsche Meisterschaften
- 2003: Deutsche Hallenvizemeisterin
- 2003: 5. Platz Deutsche Meisterschaften
- 2004: Deutsche Hallenvizemeisterin
- 2004: Deutsche Meisterin
- 2005: Deutsche Hallenmeisterin
- 2005: 3. Platz Deutsche Meisterschaften
- 2006: 5. Platz Deutsche Meisterschaften
- 2007: 3. Platz Deutschen Meisterschaften
- 2008: Deutsche Meisterin
- 2010: Deutscher Hallenmeister
- 2010: 3. Platz Deutschen Meisterschaften
- 2013: 4. Platz Deutsche Meisterschaften
- 2014: Deutsche Vizemeisterin
- 2018: 4. Platz Deutsche Meisterschaften

International
- 2001: 3. Platz U23-Europameisterschaften
- 2001: 10. Platz Weltmeisterschaften
- 2002: 13. Platz Europameisterschaften
- 2003: 15. Platz Weltmeisterschaften
- 2004: 9. Platz Hallenweltmeisterschaften
- 2004: 22. Platz Olympische Spiele
- 2005: 4. Platz Halleneuropameisterschaften
- 2005: 3. Platz Europacup (Mannschaft), 2. Platz (Stabhochsprung)
- 2005: 10. Platz Weltmeisterschaften
- 2007: 10. Platz Halleneuropameisterschaften
- 2007: 17. Platz Weltmeisterschaften
- 2008: 6. Platz Olympische Spiele
- 2008: 6. Platz Weltfinale
- 2010: 17. Platz Hallenweltmeisterschaften
- 2010: 11. Platz Europameisterschaften
- 2013: 16. Platz Weltmeisterschaften
- 2014: 10. Platz Europameisterschaften
- 2018: 9. Platz Europameisterschaften